# Grusomme mig 2
Grusomme mig 2 (originaltitel: Despicable Me 2) er en amerikansk animeret komediefilm fra 2013, som er efterfølgeren til Grusomme mig fra 2010. Den er produceret af Illumination Entertainment for Universal Pictures og animeret af Illumination Mac Guff. Filmen er instrueret af Pierre Coffin og Chris Renaud efter manuskript af Cinco Paul og Ken Daurio.

## Medvirkende
| Rolle           | Engelske Stemmer | Danske Stemmer      |
| --------------- | ---------------- | ------------------- |
| Gru             | Steve Carell     | Søren Sætter-Lassen |
| Dr. Nefario     | Russell Brand    | Martin Brygmann     |
| Margo           | Miranda Cosgrove | Emma Sehested Høeg  |
| Edith           | Dana Gaier       | Caroline Kelstrup   |
| Agnes           | Elsie Fisher     | Marie Winther       |
| Lucy Wilde      | Kristen Wiig     | Vicki Berlin        |
| Floyd           | Ken Jeong        | Martin Buch         |
| Silas Langballe | Steve Coogan     | Rasmus Botoft       |
| Antonio         | Moises Arias     | Allan Hyde          |
| Eduardo Perez   | Benjamin Bratt   | Jens Jørn Spottag   |